# ジャクソン・ジョーブ
ジャクソン・ウィリアム・ジョーブ（Jackson William Jobe, 2002年7月30日 - ）は、アメリカ合衆国テキサス州アービング出身のプロ野球選手（投手）。右投右打。MLBのデトロイト・タイガース所属。
父はプロゴルファーのブラント・ジョーブ。

## 経歴

### プロ入り前
オクラホマ州のヘリテージ・ホール・スクールでは野球と並行してアメリカンフットボールもプレーしており、高校2年目の2018年にはクォーターバックとしてチームを州大会優勝に導いた。
3年目の2020年夏にチカソー・ブリックタウン・ボールパークで行われたオールアメリカン・クラシックの試合で完全試合を達成した。
4年目の2021年は2度のノーヒットノーランを達成するなど10勝1敗、防御率0.14、122奪三振の好成績を記録し、チームを州大会優勝に導いた。打撃でも打率.469、6本塁打、38打点の成績を記録した。これらの活躍が評価され、オクラホマ州のゲータレード年間最優秀選手賞を受賞した。

### プロ入りとタイガース時代
2021年のMLBドラフト1巡目（全体3位）でデトロイト・タイガースから指名されプロ入り。契約金は690万ドル。
2022年にA級レイクランド・フライングタイガースでプロデビュー。8月中旬にA+級ウェストミシガン・ホワイトキャップスに昇格。この年は2球団合計で21試合に先発登板して、4勝5敗、防御率3.84を記録した。
2023年は開幕前の3月16日に腰椎炎と診断され、長期離脱が決定した。6月に復帰後はルーキー級フロリダ・コンプレックスリーグ・タイガース、A級レイクランド、A+級ウェストミシガン、AA級エリー・シーウルブズの4球団で合計16試合に先発登板し、2勝4敗、防御率2.81を記録した。シーズン終了後はアリゾナ・フォールリーグのソルトリバー・ラフターズでプレーした。
2024年はA+級ウェストミシガン、AA級エリー、AAA級トレド・マッドヘンズで合計21試合に先発登板して、5勝3敗、防御率2.36、96奪三振を記録した。9月24日にメジャー初昇格を果たし、9月25日のタンパベイ・レイズ戦で9回表にメジャーデビュー。1回を投げ1安打に抑えた。
2025年は開幕から先発ローテーション入りを果たし、4月12日のミネソタ・ツインズ戦で6回を無失点に抑えてメジャー初勝利を挙げた。5月30日、右肘の肉離れで15日間の故障者リストに入った。6月11日、トミー・ジョン手術を受け、シーズン残りを欠場することが発表された。タイガースでは10試合に先発登板し、49.0イニングで4勝1敗、防御率4.22、39奪三振を記録した。

## 詳細情報

### 年度別投手成績
| 年 度    | 球 団    | 登 板 | 先 発 | 完 投 | 完 封 | 無 四 球 | 勝 利 | 敗 戦 | セ 丨 ブ | ホ 丨 ル ド | 勝 率 | 打 者 | 投 球 回 | 被 安 打 | 被 本 塁 打 | 与 四 球 | 敬 遠 | 与 死 球 | 奪 三 振 | 暴 投 | ボ 丨 ク | 失 点 | 自 責 点 | 防 御 率 | W H I P |
| -------- | -------- | ----- | ----- | ----- | ----- | -------- | ----- | ----- | -------- | ----------- | ----- | ----- | -------- | -------- | ----------- | -------- | ----- | -------- | -------- | ----- | -------- | ----- | -------- | -------- | ------- |
| 2024     | DET      | 2     | 0     | 0     | 0     | 0        | 0     | 0     | 0        | 0           | ----  | 16    | 4.0      | 1        | 0           | 1        | 0     | 0        | 2        | 0     | 0        | 0     | 0        | 0.00     | 0.50    |
| MLB：1年 | MLB：1年 | 2     | 0     | 0     | 0     | 0        | 0     | 0     | 0        | 0           | ----  | 16    | 4.0      | 1        | 0           | 1        | 0     | 0        | 2        | 0     | 0        | 0     | 0        | 0.00     | 0.50    |

- 2024年度シーズン終了時

### 年度別守備成績
| 年 度 | 球 団 | 投手（P） | 投手（P） | 投手（P） | 投手（P） | 投手（P） | 投手（P） |
| 年 度 | 球 団 | 試 合     | 刺 殺     | 補 殺     | 失 策     | 併 殺     | 守 備 率  |
| ----- | ----- | --------- | --------- | --------- | --------- | --------- | --------- |
| 2024  | DET   | 2         | 0         | 1         | 0         | 0         | 1.000     |
| MLB   | MLB   | 2         | 0         | 1         | 0         | 0         | 1.000     |

- 2024年度シーズン終了時

### 背番号
- 21（2024年 - ）